# Чувари Лувра
Чувари Лувра (јап. 千年の翼、百年の夢, Sennen no Tsubasa, Hyakunen no Yume – дос. „Хиљадугодишња крила, стогодишњи сан“) је манга коју је написао и илустровао Џиро Танигучи. Серијализовала се 2014. године у Шогакукановој манга ревији Big Comic Original, a поглавља су јој сакупљена у један танкобон. Прича прати уметника који разгледа Лувр. Манга је настала у сарадњи са Лувром, и Танигучи је 2013. године провео месец дана у музеју како би се што боље припремио. 
У Србији, мангу је 2017. године на српски превела издавачка кућа Комико.

## Радња
Јапански уметник одлази у Париз, али се убрзо потом разбољева. Једног дана се осећа боље и одлучује да оде у Лувр, али тамо га хвата вртоглавица. Чувари Лувра га транспортују у свет уметнина. Сваки чувар представља душу једног уметничког дела, те омогућавају Јапанцу да упозна њихов свет и уметнике који су их створили.

## Издаваштво
Манга је настала у колаборацији са Лувром, и била је део њихове колекције заједно са другим стриповима. Пре него што је почео да пише мангу, Танигучи је провео месец дана у музеју. Манга се потом, 2014. године, серијализовала у 19. издању Шогакуканове манга ревије Big Comic Original. Поглавља су 20. фебруара 2015. године сакуљена у један танкобон. Издавачка кућа Комико је превела мангу на српски језик и објавила је 10. маја 2017. године. Поред српског језика, манга је преведена на француски, енглески, немачки, италијански и шпански.
| Бр. | Првобитни датум издања | Првобитни      | Датум издања на српском | на српском        |
| --- | ---------------------- | -------------- | ----------------------- | ----------------- |
| 1 | 20. фебруар 2015.      | 978-4091868541 | 10. мај 2017.           | 978-86-87919-71-6 |
| \| - 1. поглавље: „Чувари Лувра” - 2. поглавље: „Короова шума” - 3. поглавље: „Добињијев врт” - 4. поглавље: „Париз, 1939.” - Епилог: „Путник у дрвеном светилишту” \| |                        |                |                         |                   |
| - 1. поглавље: „Чувари Лувра” - 2. поглавље: „Короова шума” - 3. поглавље: „Добињијев врт” - 4. поглавље: „Париз, 1939.” - Епилог: „Путник у дрвеном светилишту”       |                        |                |                         |                   |

## Пријем
Манга има мешовит пријем; критичарма се углавном свиђа цртеж, али не и прича. Ханс Ролман (PopMatters) је у својој рецензији написао за цртеж да је „доказ да су данашње мангаке у равни са великанима западњачке уметности,“ али је за причу написао да је минимална. Компанија Publishers Weekly је у својој рецензији написала да је манга „сјајно нацртана, али равнодушно написана“. Кетрин Дејси (MangaBlog) се није свидело како је манга приступила уметности, али је такође похвалила цртеж. Самер Хејз (Booklist) су се свиделе боје које је Танигучи користио, а за причу је написала да има мане, али да показује везу између уметности и живота. Јелена Остојић (Облакодер магазин) је у својој рецензији написала да је прича апстрактна, али едукативна, као и да су „емоције дела веома добро дочаране”. Мада, као и остали критичари, сматра да је цртеж главна атракција.
Манга је била номинована 2015. године за награду коју спроводи компанија Fnac. Године 2016, на Комик кону, манга је завршила на листи „Најгора манга за све људе, свих узраста“.